# Loiba
Loiba o San Julián de Loiba (llamada oficialmente San Xulián de Loiba) es una parroquia española del municipio de Ortigueira, en la provincia de La Coruña, Galicia.

## Entidades de población
Entidades de población que forman parte de la parroquia:
- A Casaqueimada (Casaqueimada)
- A Casilla
- A Chousa
- A Costa
- A Feira
- A Fervenza
- A Grela
- A Ponte
- A Pulgueira
- Burreiros
- Carretera[5] (A Estrada)
- Casanova
- Esteiro
- Ferradás
- Fontela
- Furadiña (A Furadiña)
- Igrexa (A Igrexa)
- Ladeiro
- Lamacido
- Maciñeira
- Montedónigo
- Moreiras
- Mourama
- Muíños
- O Aroxo
- O Cadaval
- O Fecellido
- O Lagar
- O Lombo
- O Loureiro
- O Pocello
- Os Ferreiros
- Ourao[6]
- Outeiro[7]
- Pazo (O Pazo)
- Penapicada[8]
- Penas do Lombo
- Penela[9] (A Penela)
- Peneliña[10] (A Peneliña)
- Picón[11] (O Picón)
- Piñeiro[12] (O Piñeiro)
- Portás[13] (Os Portás)
- Pousada
- Quelle
- Ramos[14] (Os Ramos)
- Reparada
- Retorta[15] (A Retorta)
- Rosario (O Rosario)
- Rubido
- San Xulián
- Sotomor[16] (Soutomor)
- Suaiglesia[17] (Suaigrexa)
- Tras do Río
- Xiloy[18] (Xiloi)

## Demografía
| Gráfica de evolución demográfica de Loiba entre 2000 y 2023 |
|                                                             |
| Datos según el nomenclátor publicado por el INE.            |